# Bariummanganat

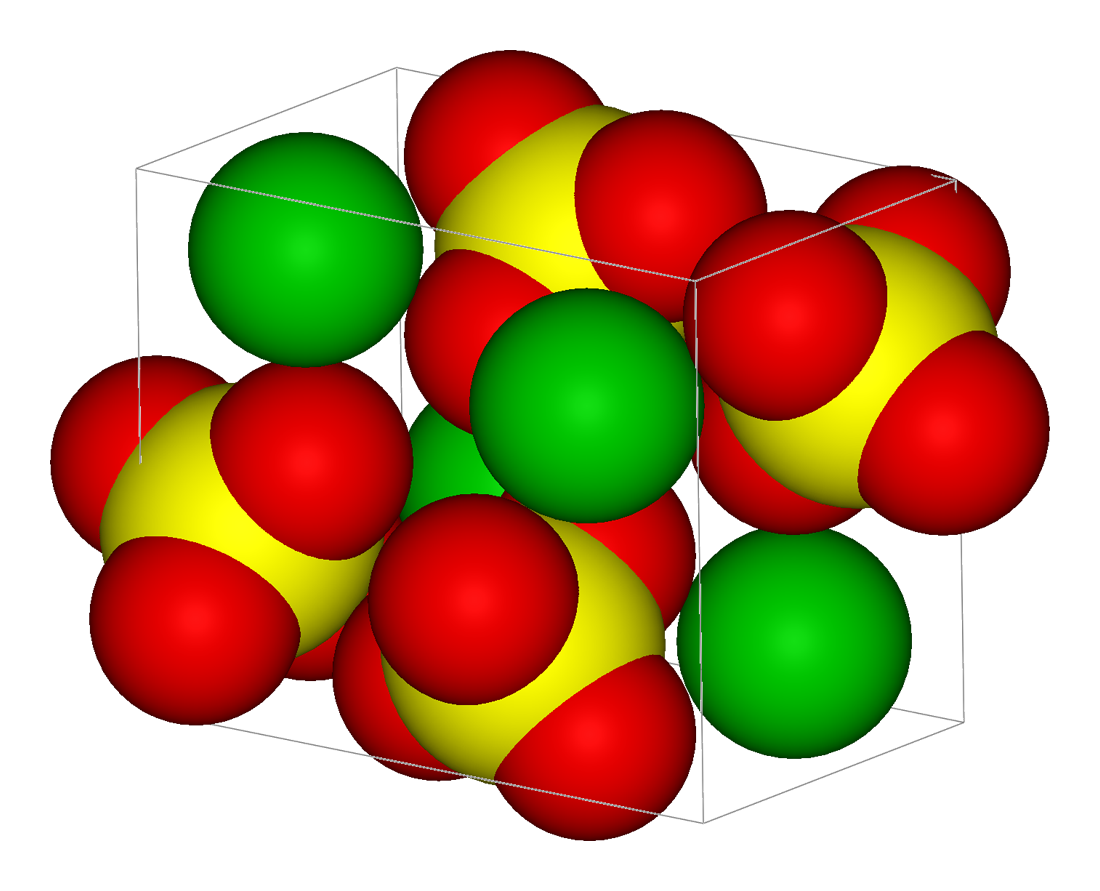
Bariummanganat

Bariummanganat (BaMnO4) är ett salt av barium och mangan.
Bariummanganat framställs genom försiktig glödgning av mangansuperoxid med bariumperoxid eller en blandning av bariumoxid och bariumnitrat. Bariummanganat användes tidigare under benämningen Kassellergrönt, alternativt barytgrönt, mangangrönt, Rosenstielsgrönt eller Böttgersgrönt som färgämne i stället för det mycket giftiga Schweinfurtergrönt (koppar(II)arsenitacetat).